# Adolf Poznanski
Adolf Poznanski (3. června 1854, Lubraniec, Polsko – 8. října 1920, Vídeň) byl česko-rakouský rabín, judaista a teolog, působící v Polsku, Německu a v Čechách.

## Život
Narodil se 3. června 1854 do významné rabínské rodiny Poznanských v polském městečku Lubranci, v Kujavsko-pomořském vojvodství, tehdy spadajícím pod Ruské imperium. Ve Vratislavi vystudoval gymnázium a poté pokračoval ve studiu na tamní univerzitě a současně na tamním slavném rabínském semináři. Zde studoval mimo jiné u Heinricha Graetze či Manuela Joëla. Poté absolvoval navazující studium orientalistiky na pařížské Sorbonně u Josepha Derenbourga.
Již během studentských let vyučoval náboženství na různých vratislavských středních školách. Ve Vratislavi taktéž obdržel semichu (rabínskou ordinaci). Mezi lety 1888 a 1891 sloužil jako rabín židovské obce v Liberci, poté od roku 1891 do roku 1907 jako rabín v Plzni.
Odsud odešel do Vídně, kde pak dalších třináct let až do své smrti v roce 1920 působil jako učitel náboženství na gymnáziu.
Za jeden ze svých morálních vzorů jej považuje Bernd Posselt.

## Dílo
- Ueber die Religionsphilosophischen Anschauungen des Flavius Josephus, Breslau, 1887;
- Shiloh: Ein Beitrag zur Geschichte der Messiaslehre; I. Theil, Die Auslegung von Genesis c. 49, v. 10 im Altertum bis zu Ende des Mittelalters.